# Jackie Lomax
John Richard Lomax, detto Jackie (Wallasey, 10 maggio 1944 – Penisola di Wirral, 15 settembre 2013), è stato un cantante e chitarrista britannico.
Dotato di una voce rara e personale, è ricordato per avere contribuito alla fioritura del merseysound come cantante e strumentista di alcuni gruppi di Liverpool negli anni sessanta.
Si ricordano anche le sue collaborazioni musicali con artisti come George Harrison, Ringo Starr, Billy Preston ed Eric Clapton.

## Carriera musicale
Ex dipendente del settore amministrativo del porto di Liverpool, Lomax si unì dapprima al gruppo Dee & the Dynamites come chitarrista ritmico. Successivamente divenne componente degli Undertakers, un quintetto che acquisì una certa popolarità esibendosi nei club di Liverpool e che, come diversi altri gruppi del Merseyside, fu reclutato per suonare ad Amburgo, al Top Ten e allo Star Club. I primi singoli vennero incisi grazie al contratto con la Pye Records, che tuttavia non fu mai in grado di valorizzarne le potenzialità operando scelte molto discutibili dal punto di vista delle strategie di mercato.
In seguito allo scioglimento degli Undertakers, Lomax e un altro ex membro del gruppo si unirono a due strumentisti americani e diedero vita ai Lomax Alliance. Il nuovo gruppo guadagnò le attenzioni di Brian Epstein che li scritturò per esibirsi al Saville Theatre. Nel 1968 Lomax divenne un artista solista della scuderia Apple Records, rinomato per la notevole estensione di voce. Per questo, George Harrison ne produsse un singolo di propria composizione, Sour Milk Sea, in cui l'artista suonava assieme allo stesso Harrison alla chitarra, Paul McCartney al basso, Eric Clapton alla chitarra, Nicky Hopkins alle tastiere e Ringo Starr alla batteria. Nonostante il valore dei musicisti e l'estensione vocale di Lomax, il lavoro ebbe scarso successo. L'anno seguente, Lomax incise il suo primo album, Is This What You Want?, sempre per l'etichetta Apple.
Dopo qualche altra registrazione, Jackie Lomax si ritirò temporaneamente dal panorama musicale a seguito di un incidente stradale nel quale la moglie rischiò la paralisi, per poi riapparire come musicista e produttore in diversi progetti sulla scena di Los Angeles.
Lomax è morto nel sonno dopo una breve malattia il 15 settembre 2013.

## Discografia
- 1969 – Is This What You Want?
- 1971 – Home Is in My Head
- 1972 – Three
- 1976 – Livin' for Lovin’
- 1977 – Did You Ever Had That Feeling?
- 2009 – The Ballad of Liverpool Slim
- 2010 – Last Soul: Lomax Alliance & Solo Singles & Demos 1966-67[8]